# Surry Hills

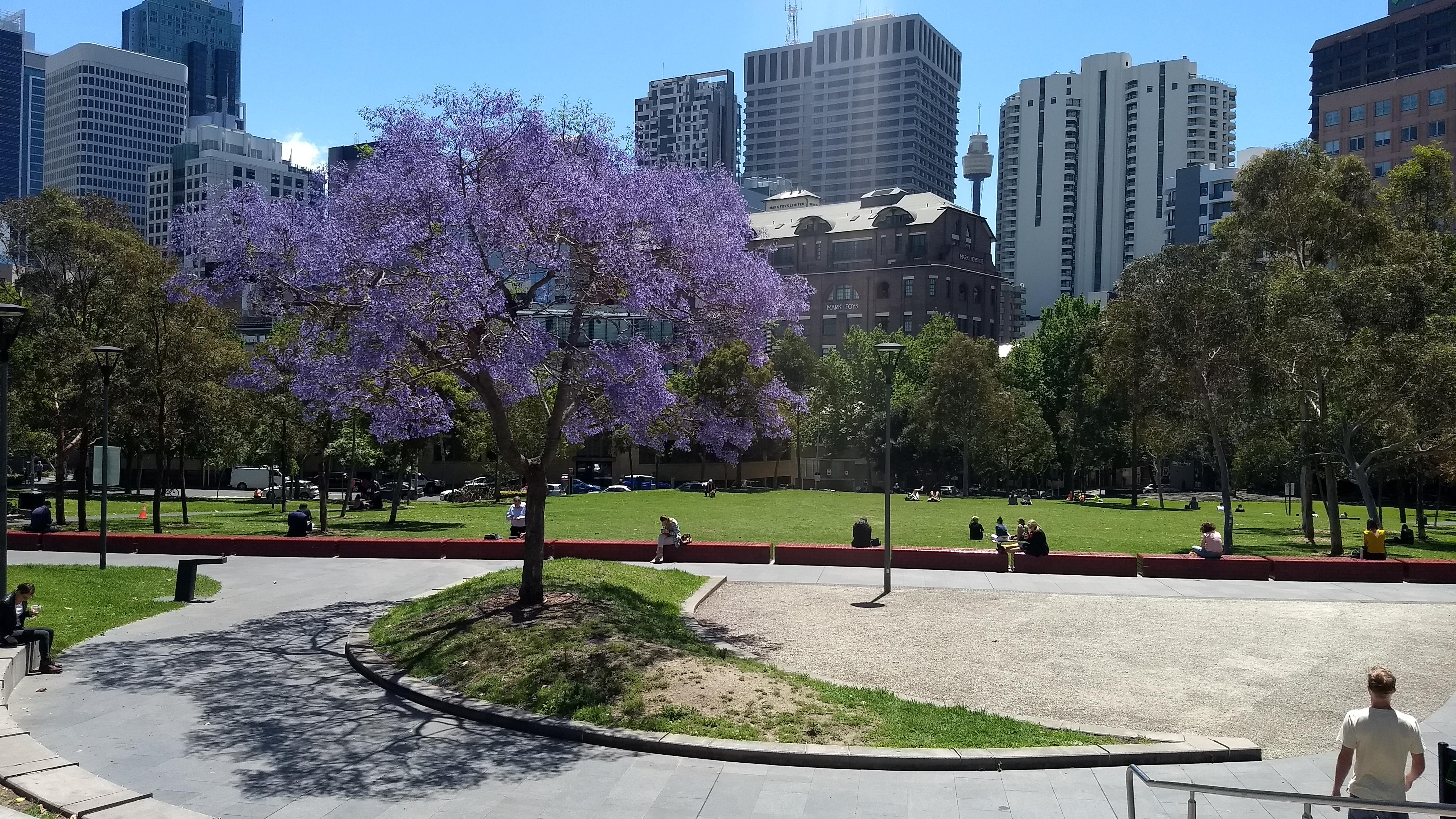
Harmony Park

Surry Hills es una localidad situada en el estado de Nueva Gales del Sur, Australia. Tiene una población estimada, a mediados de 2022, de 15 951 habitantes.
Es un suburbio de la ciudad de Sídney. Se encuentra inmediatamente al sureste del distrito comercial del centro de Sídney, en el Área de Gobierno Local de la Ciudad de Sídney. Está rodeada por los suburbios de Darlinghurst, al norte; Chippendale y Haymarket, al oeste; Moore Park y Paddington, al este, y Redfern, al sur.
Limita con Elizabeth Street y Chalmers Street al oeste, Cleveland Street al sur, South Dowling Street al este y Oxford Street al norte. Crown Street es la vía principal que atraviesa el suburbio, con numerosos restaurantes, pubs y bares. Central es un barrio del noroeste del suburbio, situado alrededor de la estación central. El Prince Alfred Park está en las cercanías. Strawberry Hills es un barrio ubicado alrededor de las calles Cleveland y Elizabeth y Brickfield Hill es otro barrio situado al este.
Surry Hills, un suburbio multicultural, ha tenido una larga asociación con la comunidad portuguesa de Sídney.

## Historia
Las primeras concesiones de tierras en Surry Hills se realizaron en la década de 1790. El Mayor Joseph Foveaux recibió 105 acres (0,4 km²). Su propiedad era conocida como Surry Hills Farm, en honor a la zona de Surrey Hills, situada en Surrey, Inglaterra. La calle Foveaux lleva su nombre en su honor. El comisario John Palmer recibió 90 acres (unos 360.000 km²). Llamó a la propiedad George Farm, y en 1800 Palmer también compró las tierras de Foveaux. En 1792 los límites del asentamiento de Sydney Cove se establecieron entre la cabecera de Cockle Bay y la cabecera de Woolloomooloo Bay. La zona al oeste del límite, que incluía la actual localidad de Surry Hills, se consideró adecuada para la agricultura y se concedió a oficiales militares y colonos libres.
Después de los fracasos políticos de Palmer, sus reducidas circunstancias financieras obligaron a la primera subdivisión y venta de su patrimonio en 1814. Isaac Nichols compró la asignación 20, que comprende más de 6 acres (unos 24.000 km²). Debido al terreno montañoso, gran parte del suburbio se consideraba remoto e "inhóspito". En los primeros años del siglo XIX, el área alrededor de lo que ahora es el Prince Alfred Park era un terreno sin urbanizar conocido como Government Paddocks o Cleveland Paddocks. Algunas villas se construyeron en el suburbio a fines de la década de 1820. El suburbio siguió siendo uno de contrastes durante gran parte del siglo XIX, con las casas de los comerciantes ricos mezcladas con las de las clases comerciales y trabajadoras.
En 1820, el gobernador Macquarie ordenó la consagración del cementerio de Devonshire Street. Se erigió una pared de ladrillos antes de que se realizaran los entierros para bardear sus 4 acres (16 187,4 m²). En un período de cuatro años, el cementerio se amplió con la adición de 7 acres (28 328 m²) al sur. Se formó una carretera a lo largo del límite sur del cementerio en la primera mitad de la década de 1830 y se llamó Devonshire Street. El cementerio de Devonshire Street, donde fueron enterrados muchos de los primeros colonos, se trasladó más tarde para construir la terminal ferroviaria de Sidney. La estación central de trenes se inauguró el 4 de agosto de 1906. El área alrededor de las calles Cleveland y Elizabeth se conocía como Strawberry Hills. La oficina de correos de Strawberry Hills estuvo ubicada en esta intersección durante muchos años.
En 1833, la finca Nichols fue subdividida y vendida. Una compra fue realizada por Thomas Broughton y posteriormente adquirida por George Hill, quien construyó Durham Hall en este y los lotes contiguos. Las casas adosadas y las cabañas de los trabajadores se construyeron en Surry Hills a partir de la década de 1850. La industria ligera se estableció en la zona, particularmente el comercio textil (industria de la confección). Se convirtió en un suburbio de clase trabajadora, habitado predominantemente por inmigrantes irlandeses. El suburbio desarrolló una reputación de crimen y vicio. La figura del inframundo de Sídney, Kate Leigh (1881-1964), vivió en Surry Hills durante más de 80 años.
En 1896, Patineur Grotesque, una de las primeras películas de Australia y la primera rutina de comedia filmada, fue filmada en el Prince Alfred Park por Marius Sestier.
Surry Hills fue el favorito de las familias recién llegadas después de la Segunda Guerra Mundial, cuando los valores de las propiedades eran bajos y el alojamiento era económico. Desde la década de 1980, el área fue gentrificada, con muchas de las casas y edificios más antiguos del área restaurados y muchos nuevos residentes de clase media alta disfrutando de los beneficios de la vida en el centro de la ciudad. El suburbio es ahora un refugio para la clase media alta y los jóvenes ricos.

### Tranvías
El West Kensington vía Surry Hills Line operaba desde 1881 por Crown Street hasta Cleveland Street como un tranvía de vapor. Se extendió a Phillip Street en 1909, Todman Avenue en 1912, y luego a su término final por la misma avenida en 1937. Cuando la línea estuvo en pleno funcionamiento, se bifurcó desde las líneas de tranvía en Oxford Street y siguió por Crown Street hasta Cleveland Street en Surry Hills, luego hacia el sur por Baptist Street hasta Phillip Street, donde giró a la izquierda en Crescent Street antes de correr hacia el sur por Dowling Street. Pasó el Dowling Street Depot, luego giró a la izquierda en Todman Avenue, donde terminaba en West Kensington. La línea a lo largo de Crown Street cerró en 1957, el resto permaneció abierta hasta 1961 para permitir el acceso a Dowling Street Tram Depot. Las rutas de tránsito estatal 301, 302 y 303 generalmente siguen la ruta por las calles Crown y Baptist hasta Phillip Street.

## Carácter urbano
Surry Hills tiene una mezcla de áreas residenciales, comerciales y de industria ligera. Sigue siendo el principal centro de Sídney para las actividades al por mayor de moda, particularmente en el lado occidental.
Los mercados de Surry Hills se llevan a cabo en Shannon Reserve, en la esquina de las calles Crown y Collins, el primer sábado de cada mes, y el Festival de Surry Hills es un evento anual de la comunidad que atrae a decenas de miles de visitantes y se lleva a cabo en los alrededores de Ward Park, Shannon Reserve, Crown Street y Hill Street. La Biblioteca de Surry Hills se encuentra frente a la Reserva Shannon. El edificio fue "diseñado para lograr la excelencia en el diseño sostenible y establecer nuevos puntos de referencia en el desempeño ambiental", según el sitio web del Área de Gobierno Local de la Ciudad de Sídney.

### En la cultura popular

#### Literatura
El arpa en el sur es una novela de Ruth Park. Publicada en 1948, retrata la vida de una familia católica irlandesa-australiana en Surry Hills, que era un barrio pobre de la ciudad en ese momento. Una secuela, Poor Man's Orange, se publicó en 1949.

## Transporte
La estación central de trenes, la estación más grande de las redes Sydney Trains y NSW TrainLink, se encuentra en el extremo occidental de Surry Hills. La localidad también cuenta con los servicios de autobuses de Transdev John Holland y Transit Systems NSW. El Eastern Distributor es una carretera principal, en el extremo este del suburbio. Las calles principales son Crown Street, Cleveland Street, Bourke Street y Foveaux Street. Surry Hills se encuentra a poca distancia a pie del distrito financiero de Sídney y está incluido en una red cada vez más amplia de ciclovías.
Se llevó a cabo una construcción importante en la sección Surry Hills del CBD y South East Light Rail, que se inauguró en diciembre de 2019 y abril de 2020, respectivamente. Transport for NSW gestionó este proyecto. Se ha informado se han visto afectados algunos negocios locales debido a las obras de construcción que se han llevando a cabo.

## Lugares destacados

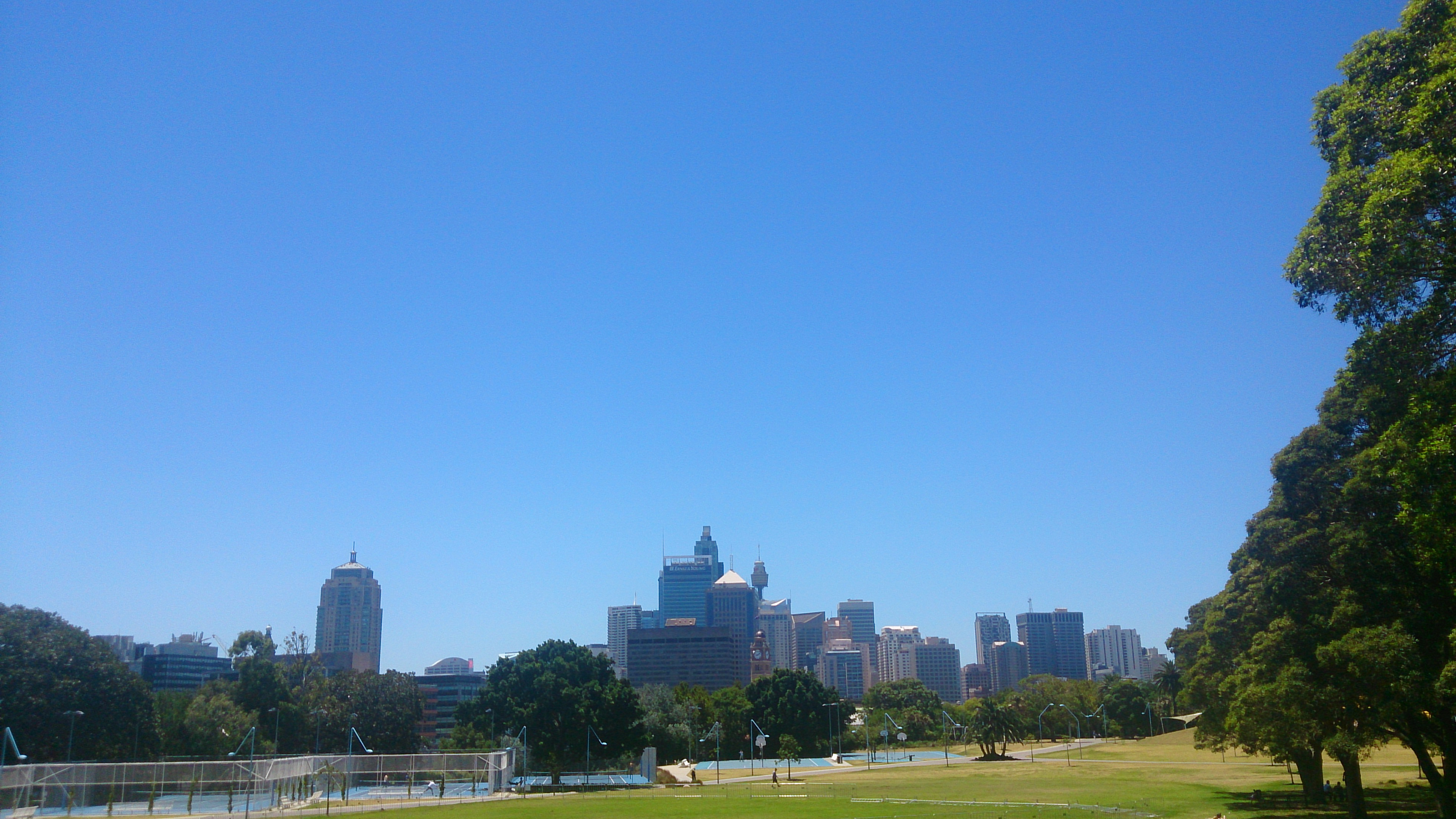
Prince Alfred Park

### Edificaciones y parques
Se destacan el Sydney Police Centre, el Belvoir St Theatre, el Tom Mann Theatre, el Prince Alfred Park, el Harmony Park y la Biblioteca de Surry Hills

### Restaurantes
Surry Hills cuenta con una amplia variedad de cafés y restaurantes que sirven una amplia variedad de estilos y culturas culinarias. El suburbio tiene una de las concentraciones más altas de restaurantes en Sídney. Entre los chefs locales se destacan Andrew Cibej y Bill Granger.

### Pubsy bares
Debido a su historia industrial y comercial, el área de Surry Hills contiene una cantidad significativa de pubs. El estilo de los pubs va desde la época victoriana hasta los pubs Federation y Art Déco de mediados del siglo XX. Muchos de ellos han sido renovados en los últimos años para abrir restaurantes e instalaciones modernas.
|  |  |

### Edificios patrimoniales
Surry Hills tiene varios sitios catalogados como patrimonio cultural, incluidos los siguientes sitios que figuran en el Registro del Patrimonio del Estado de Nueva Gales del Sur:
- 197, 199, 201 Albion Street : 197, 199, 201 Cabañas con terraza en Albion Street
- 203-205 Albion Street: 203-205 Cabañas de Albion Street
- 207 Albion Street: Durham Hall
- 626-630 Bourke Street: Iglesia Ortodoxa Griega de la Santísima Trinidad
- Centennial Park hasta College Street: Busby's Bore
- Calle Chalmers: Edificio del Instituto Ferroviario
- 146-164 Chalmers Street: Cleveland House
- 356 Crown Street: Escuela pública de Crown Street
- 285 Crown Street: Embalse de Crown Street
- 416 Bourke Street: Hotel Hopetoun

Los siguientes edificios figuraban en el ahora desaparecido Registro del Patrimonio Nacional:
- Escuela Pública de Bourke Street, establecida en 1880 y ubicada en edificios catalogados como patrimonio cultural[21]
- Tribunal de Menores, Albion Street
- Antigua comisaría de policía, 703 Bourke Street (diseñada por Walter Liberty Vernon)
- Antigua Capilla Wesleyana, 348A Bourke Street
- Escuela infantil de Riley Street, 378-386 Riley Street
- Casa de reuniones de la Sociedad Religiosa de los Amigos
- St David's Hall, Arthur Street
- Iglesia Anglicana de San Miguel, salón y rectoría, Albion Street

## Escuelas
Las escuelas Bourke Street Public School, Crown Street Public School, Sydney Community College, Sydney Boys High School y Sydney Girls High School son ejemplos notables. El campus de Sídney del Instituto Australiano de Música también se encuentra en Surry Hills.

## Población
Demográficamente, Surry Hills ahora se caracteriza por ser una mezcla de adinerados recién llegados, que han aburguesado el suburbio, y residentes desde hace mucho tiempo.
Según el censo del 2021, el 68.5% de las viviendas son pisos o apartamentos, mientras que el promedio australiano es de 14.2%. El 29.1% son casas adosadas, mientras que el promedio australiano es de 12.6%. Solo el 1.1% de las viviendas son casas independientes, mientras que el promedio australiano es de 72,3%. Surry Hills está clasificada como una zona de alta riqueza. Los ingresos semanales promedio de las familias son de $2,308, mientras que el promedio australiano de $1746. Históricamente, el suburbio tuvo una afluencia de inmigrantes de la posguerra europea, particularmente de Grecia, Portugal e Italia.
De acuerdo con los datos del censo de 2021, la localidad tiene una población de 15 828 habitantes. El 48.7% de los habitantes nacieron en Australia. Los países extranjeros de nacimiento más comunes son Inglaterra (6.4%), Nueva Zelanda (3.4%), China (3.3%), Tailandia (3.0%) y Estados Unidos (2.1%).
El 47.5% de las viviendas no tienen coche, mientras que el promedio australiano es de 7.3%. El 11.0% de los habitantes va caminando al trabajo, mientras que el promedio australiano es de 2.5%. El 9.1% viaja al trabajo utilizando el transporte público, mientras que el promedio australiano es de 4.6%.
La localidad es significativamente menos religiosa que el promedio australiano. El 55.3% de los habitantes no tiene religión y el 8.4% no respondió la pregunta. Las religiones más comunes reportadas son la católica (14.0%), el budismo (4.8%) y la religión anglicana (4.8%).

## Personalidades destacadas
- Tilly Devine (1900-1974), destacada proxeneta y figura de las pandillas del crimen organizado, nacida en Inglaterra
- Kate Leigh (1881-1964), figura de las famosas guerras de "bandas de navajas" (razor gangs) de Sídney, residió en la localidad.
- Jessica Mauboy (nacida en 1989), cantante y actriz
- Ruth Park, (1917-2010). autora, residió durante un tiempo en Surry Hills, donde se ambienta su primer libro, The Harp in the South (1948).
- Kenneth Slessor OBE (1901-1972), poeta y autor. Muchos de sus poemas se establecieron en Surry Hills, Darlinghurst y Kings Cross.
- Catherine Sutherland, (nacida en 1974), actriz
- Brett Whiteley AO (1939–1992), artista. Residía y tenía un estudio en Surry Hills, que hoy es el Brett Whiteley Studio.

## Imágenes

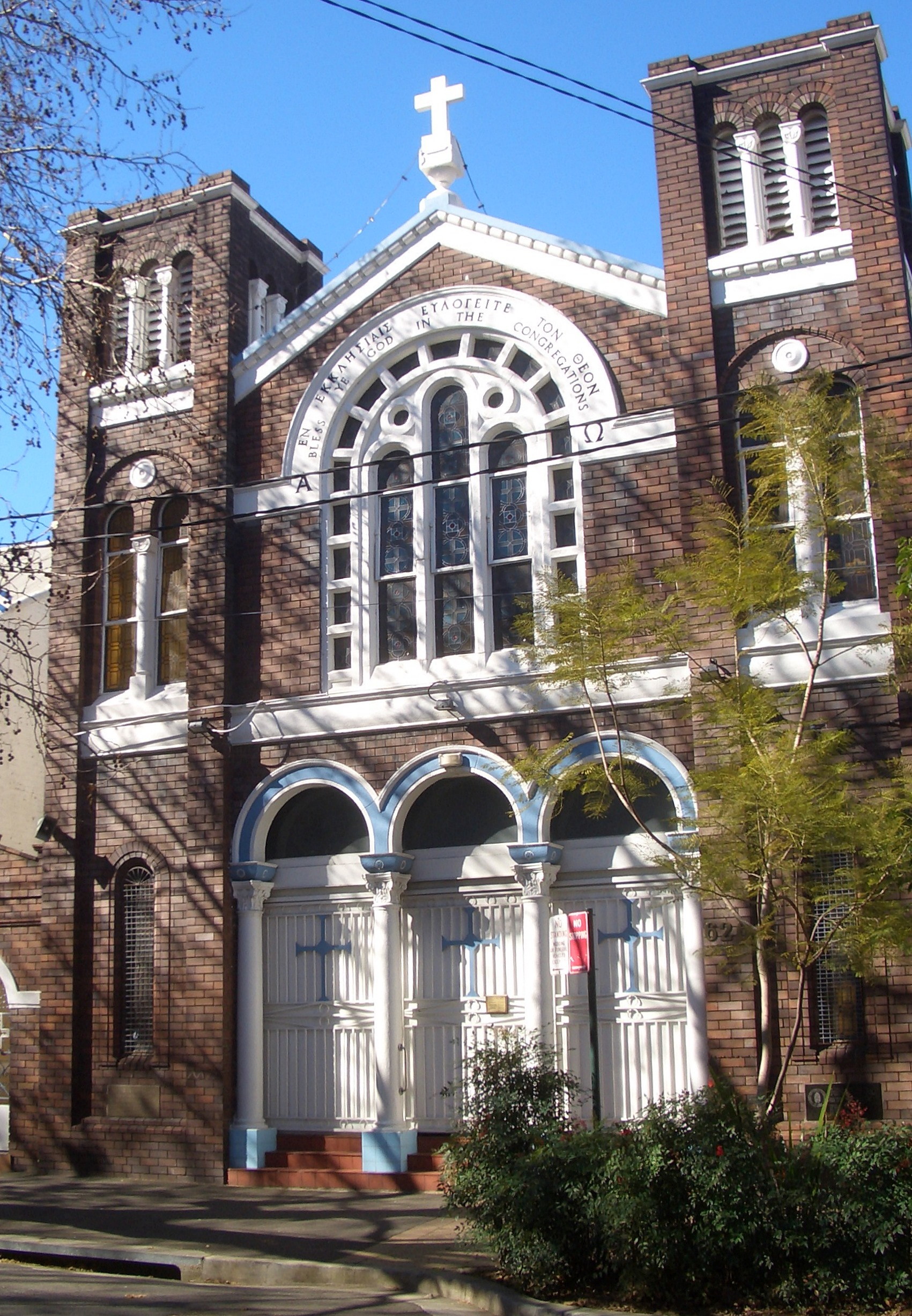
Iglesia Ortodoxa Griega de la Santísima Trinidad
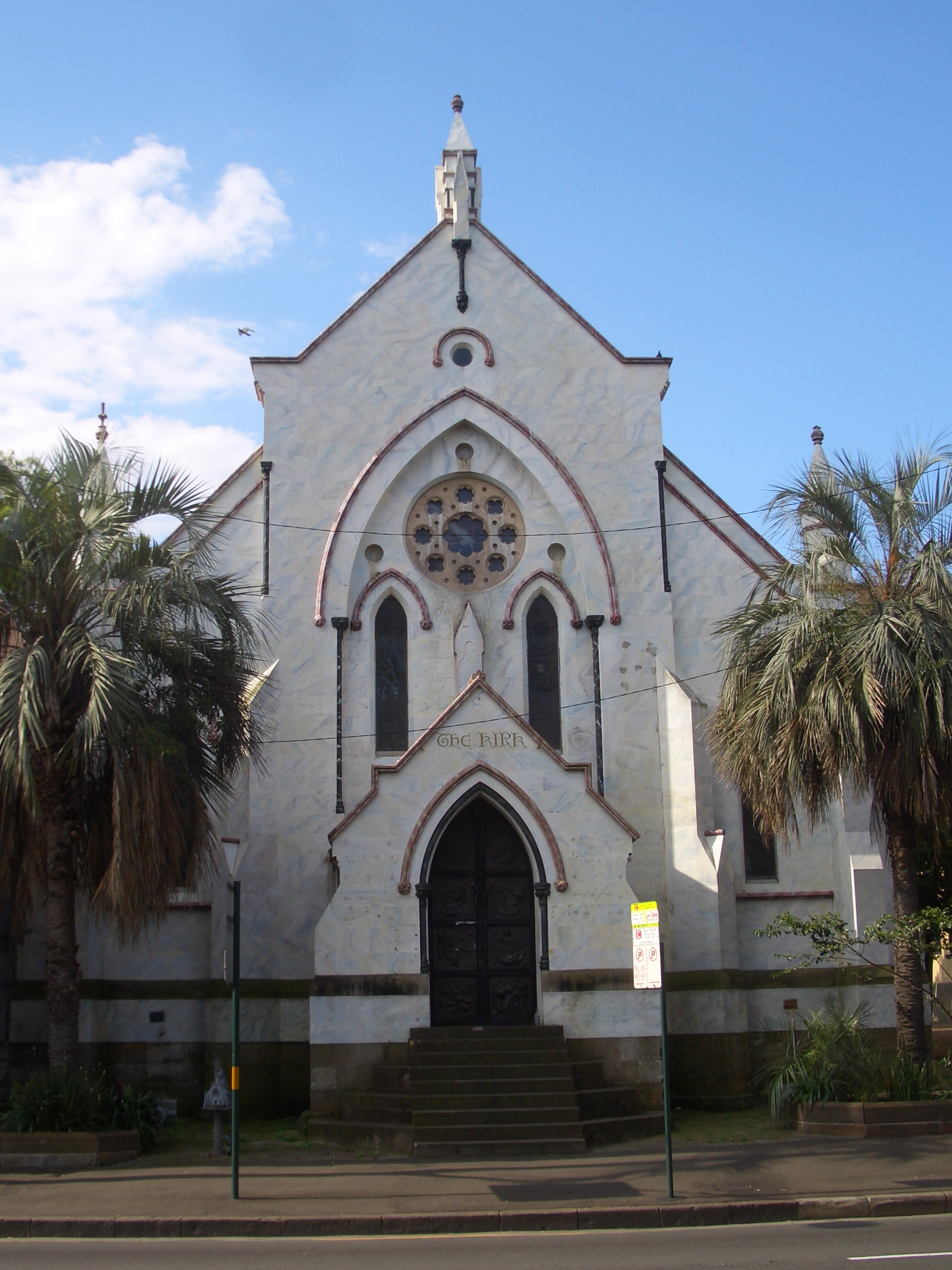
The kirk
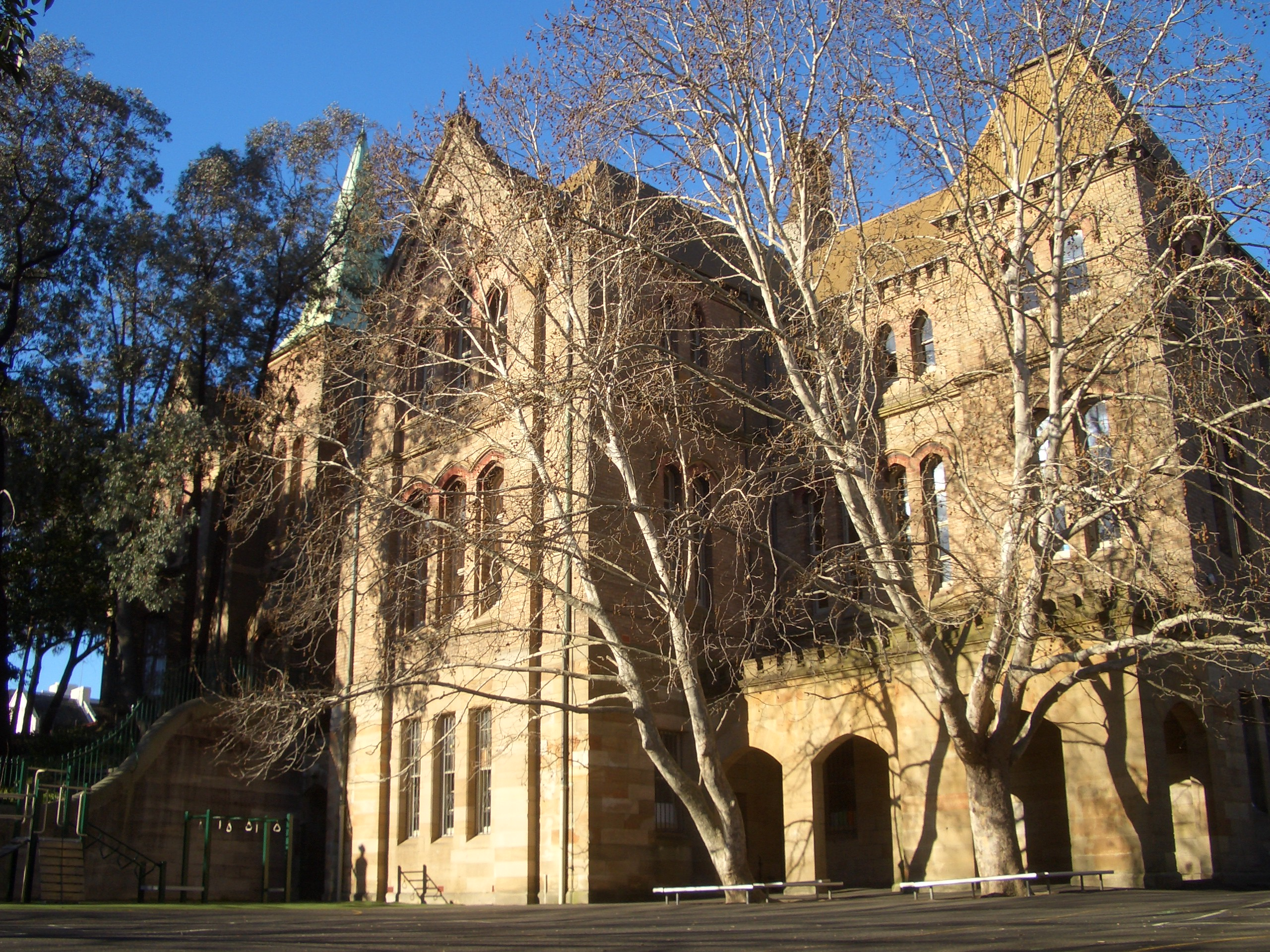
Escuela Pública Crown Street
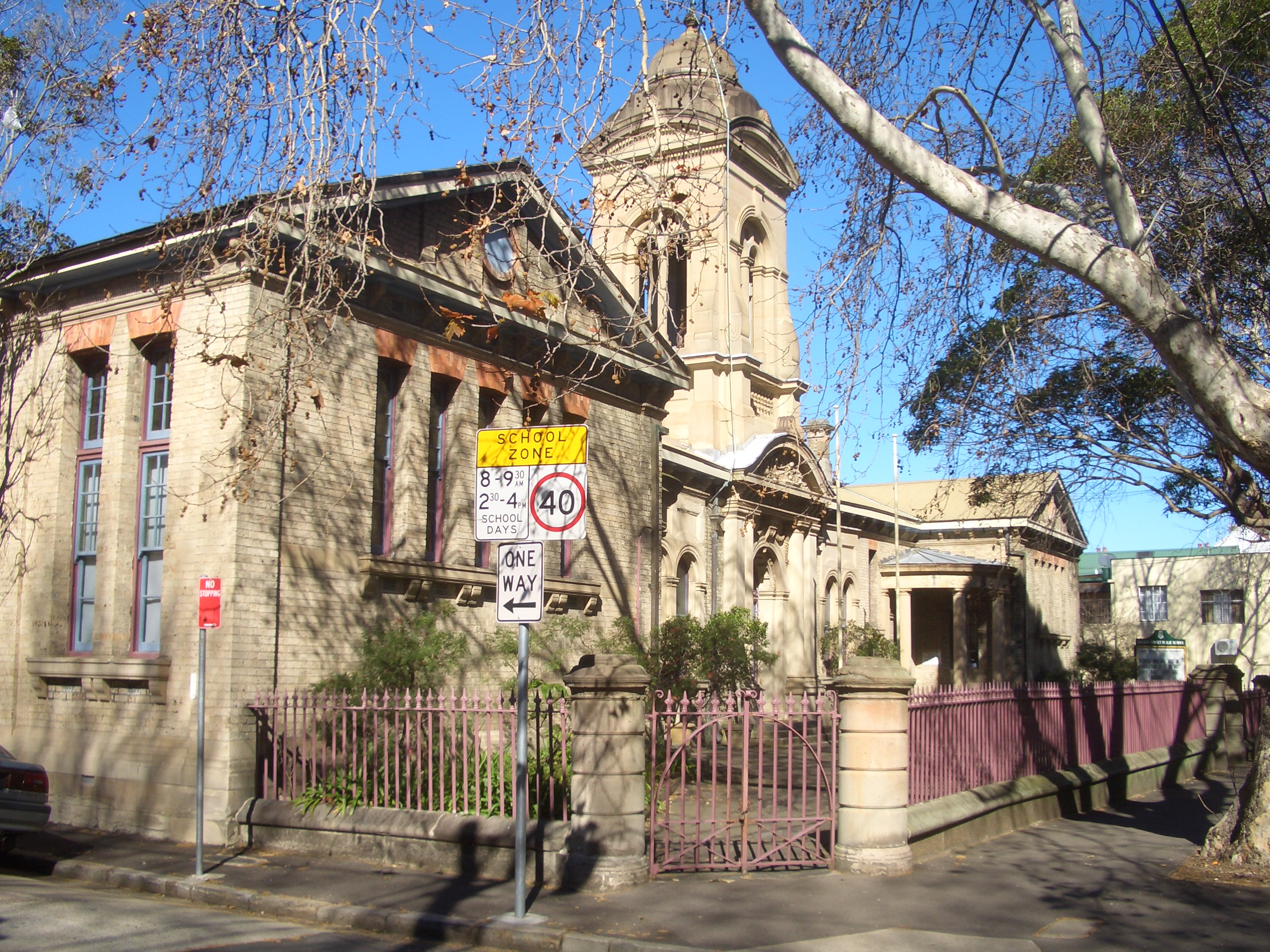
Escuela Pública Bourke Street

## Otras lecturas
- Keating, Christopher (1991). SURRY HILLS - The City's Backyard. Australia: Halstead Press. ISBN 9781920831493.

- Datos: Q2915698
- Multimedia: Surry Hills, New South Wales / Q2915698